# Proces Pizza Connection
Proces Pizza Connection – jeden z najważniejszych procesów sądowych, jaki miał miejsce w Stanach Zjednoczonych, wymierzony w międzynarodowych handlarzy heroiną wywodzących się z mafii sycylijskiej i współpracujących z przedstawicielami amerykańskiego świata zorganizowanej przestępczości tzw. Narodowego Syndykatu, głównie z przedstawicielami Pięciu Rodzin.
Pizza Connection to nazwa określająca „sieć przemytu i dystrybucji narkotyków” (głównie heroiny) na terenie Stanów Zjednoczonych.
Określenie Pizza Connection wzięło się stąd, że wielu oskarżonych sycylijskich handlarzy narkotyków miało własne pizzerie.
W tych lokalach gastronomicznych (m.in. Virginia Beach Enzo Napoliego i Piancone Pizza Palaces Michaela Piancone) prano pieniądze, dokonywano transakcji i odbywały się spotkania między handlarzami (zob. Tommaso Buscetta – Działalność w Stanach Zjednoczonych).
Podczas kilkuletniego śledztwa (od drugiej połowy lat 70. do 1985 roku) prowadzonego przez FBI, DEA i prokuraturę okręgową na Brooklynie (Eastern District) – później jej zadania przejęła prokuratura na Manhattanie (Southern District) – ustalono, że mafia sycylijska wprowadzała na rynek amerykański od 3 do 5 ton heroiny rocznie.
Problemem w walce z handlarzami narkotyków w USA była nie do końca skoordynowana współpraca obu agencji FBI i DEA.
W FBI do roku 1980 nie opracowano żadnego banku danych na temat zorganizowanej przestępczości – agencja płaciła „frycowe” za wieloletnie zaniedbania jej byłego szefa Johna Edgara Hoovera, który zaprzeczał istnieniu zorganizowanego podziemia przestępczego w Stanach (zob. Meyer Lansky – Dalsze lata).
Z kolei DEA miała bank danych i doświadczonych agentów, obserwowała sycylijskich mafiosów z „obozu” Tommaso Buscetty (agenci trafili na jego ślady w Brazylii). Obie agencje nawiązały współpracę w 1982 roku dzięki wysiłkom Rudolpha Giulianiego, zgodę wyraził Departament Sprawiedliwości.
Śledztwo nabrało wówczas rozmachu. Giuliani pełnił stanowisko prokuratora okręgowego na One St. Andrews Plaza na Manhattanie.
Wśród jego współpracowników należy wymienić: 
- Louisa Freeha,
- Richarda  Martina.

Obaj zaczęli przeczesywać stare sprawy (kartoteki DEA) i protokoły sądowe. 
Innym problemem dla amerykańskich śledczych była również ociężała i zbiurokratyzowana współpraca z Włochami, różniły ich kodeksy karne, procedury ekstradycji i warunki zachowania tajemnicy sądowej.
Od roku 1980 obie strony zaczęły wymieniać się informacjami dzięki czemu udało się zidentyfikować takie tuzy heroinowego półświatka:
- Giuseppe Bono (został uwieczniony na swoim zdjęciu ślubnym, Hotel Pierre w Nowym Jorku, listopad 1980r.),
- Cesare Bonventre i Baldo Amato (handlarze heroiną; byli obaj na przyjęciu weselnym Bono),
- Sal (Salvatore) Catalano – zidentyfikowany w wyniku przechwycenia w marcu 1980 roku w Mediolanie 40 kg heroiny.

Agenci DEA następnie zwerbowali Franka Rollego (objęty pośpiesznie FPOŚ – Federalnym Programem Ochrony Świadków); jego kompan Emmanuel Adamita i jego wspólnicy zostali później aresztowani w Mediolanie.
Tego samego dnia udało się zatrzymać w Nowym Jorku braci Gambino – John, Rosario i Giuseppe. 
Zatrzymani we Włoszech stanęli przed tutejszym sądem, a ci złapani w USA mieli osobny proces u siebie w kraju.
Z pomocą śledczym przyszli skruszeni mafiosi (Pentti): Tommasso Buscetta i Salvatore „Totuccio” Contorno (zob. Maksiproces – Pentiti); obaj zostali objęci programem FPOŚ.
Proces Pizza Connection rozpoczął się 24 października 1985 roku. Wśród oskarżonych znaleźli się m.in.:
- Gaetano Badalamenti (były przewodniczący CUPOLI),
- Giuseppe Ganci,
- Gaetano Mazzara,
- Salvatore Mazzurca,
- Filippo Casamento,
- Giuseppe i Salvatore Lamberti.

Większość z nich została skazana na długoletnie kary pozbawienia wolności.
Podczas procesu ujawniono powiązania mafii tureckiej (Babas) z Sycylijczykami. Szef Turków Yasar Musullulu zdołał uciec do Bułgarii w 1983 roku, część jego ludzi wpadła w Szwajcarii.
Bułgaria odgrywała ważną rolę w tym łańcuszku powiązań. Firma eksportowo – importowa Globus umożliwiała szmuglowanie pieniędzy z handlu narkotykami do banków szwajcarskich. Firma ta była kierowana przez bułgarską tajną policję, która zapewniała bezpieczny transport przez jej terytorium (oczywiście za określony procent od wartości przesyłki). 
W tym kraju – według DEA – z morfinowego surowca otrzymywano dużą ilość heroiny przemycanej później na zachód.
Odkryto – za sprawą FBI – wiele kanałów używanych do prania brudnych pieniędzy. Były to miliony dolarów; zarobione w Stanach pieniądze na handlu heroiną przewożone były m.in. w torbach podróżniczych do Szwajcarii a potem do Palermo (bagman – zob. Virginia Hill).
Proces zakończył się (2 marca 1987) skazaniem dwudziestu dwóch handlarzy narkotyków. Sędziowie i ława przysięgłych potwierdzili istnienie zorganizowanego międzynarodowego podziemia przestępczego, które zajmowało się produkcją, przemytem i dystrybucją heroiny oraz praniem pieniędzy.
Równolegle toczył się inny (równie ważny) proces wymierzony w zorganizowaną przestępczość – Maksiproces w Palermo.